# چشمه‌سفید (درب گنبد)
چشمه‌سفید روستایی در دهستان بلوران بخش درب گنبد شهرستان کوهدشت استان لرستان ایران است.

## جمعیت
بر پایه سرشماری عمومی نفوس و مسکن در سال ۱۳۹۵ جمعیت این روستا ۸۳ نفر (۲۳خانوار) بوده‌است.